# أسطورة الخلق السومرية

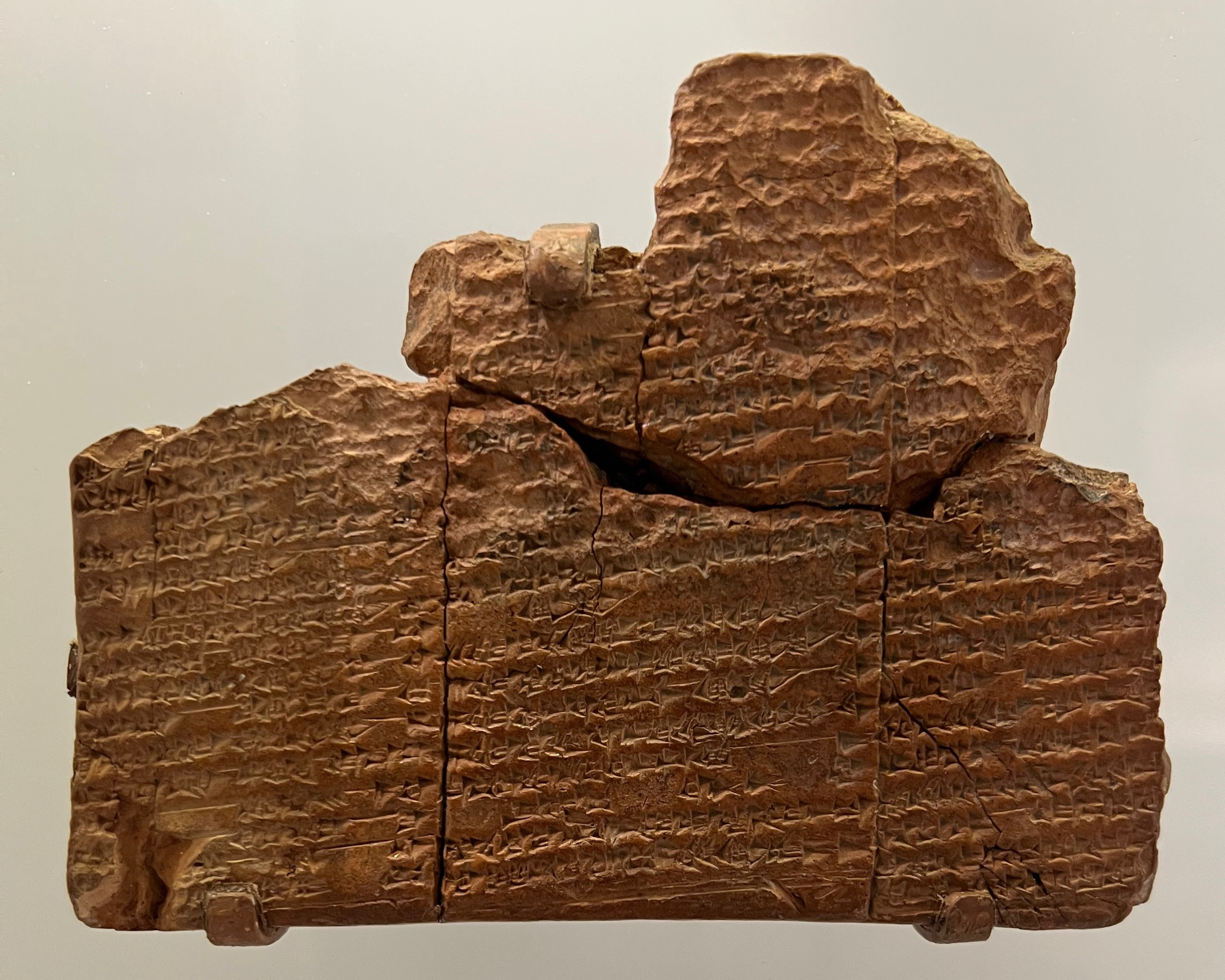
لوح قصة الطوفان السومري (أو سفر التكوين إريدو).

أطلق المؤرخ ثوركيلد جاكوبسن على أقدم نسخة من أسطورة الخلق السومرية اسم تكوين إريدو، وقد عثر عليها على لوح مجزأ وحيد اكتشف في نيبور، وقد كتبت باللغة السومرية وتعود إلى حوالي 1600 سنة ق.ح.ع. كما وجدت في نيبور أيضًا أساطير خلق سومرية أخرى تعود لنفس الفترة تقريبًا سميت بِـ: أسطوانة بارتون، المناظرة بين الأغنام والحبوب، المناظرة بين الشتاء والصيف.

## الملخص
تقوم الآلهة آنو وإنليل وإنكي وننهورساج بخلق ذوي الرؤوس السوداء وتوفير ظروف مريحة للحيوانات لتحيا وتتكاثر. ثم تهبط الملكية من السماء وتنشأ المدن الأولى: إريدو وباد تيبيرا ولاراك وسيبار وشوروباك.
ثم نعلم بعد قسم مفقود من اللوح أن الآلهة قد قررت عدم إنقاذ البشرية من طوفان وشيك؛ حيث يعلم الملك وكاهن الغودوغ زي يو سورا بذلك. أما في النسخة الأكادية اللاحقة فإن إيا أو إنكي باللغة السومرية يقوم بتحذير البطل أترا هاسس (الأكادي) ويقوم بإعطائه تعليمات حول كيفية بناء الفلك. وهذا القسم مفقود من الجزء السومري، ولكن وجود ذكر لإنكي وهو في حالة تخطيط ذاتي يعطينا فكرة أنها كانت نصيحته في النسخة السومرية أيضًا.
ثم يكمل اللوح واصفًا الفيضان كعاصفة هوجاء تتلاعب بالمركب الضخم لسبعة أيام وسبع ليال، ثم يظهر بعدها أوتو (إله الشمس) ويصنع زي يو سورا فتحة في المركب ويسجد للآلهة ويقدم ثورًا وشاةً كأضاحي.
ثم يكمل النص بعد انقطاع آخر، ويظهر هنا أن الطوفان انتهى وتغادر الحيوانات المركب ويسجد زي يو سورا أمام آن (إله السماء) وإنليل (زعيم الآلهة) الذين يمنحانه الحياة الأبدية ويأخذانه للإقامة في دلمون مكافأة على «حفظه الحيوانات والذرية البشرية». أما باقي القصيدة فهو مفقود.

## الإرث
أساطير الطوفان الأخرى التي تتشابه في العديد من الأوجه مع القصة السومرية هي قصة مانو ملك درافيدا في ماتسيا بورانا، وجزء أوتنابشتم في ملحمة جلجامش، وقصة طوفان التكوين الموجودة في الكتاب المقدس. كما توجد أسطورتين مشابهتين عند الإغريق القدماء تعودان لتاريخ لاحق هما أسطورة ديوكيليان وأسطورة إغراق زيوس للعالم في الكتاب الأول من التحولات لأوفيد.

## زي يو سودرا وشي سوثروس
المصادر التي ذكرت زي يو سودرا:
- من الأسطورة السومرية المذكورة أعلاه.
- في إشارة إلى خلوده في بعض النسخ من موت جلجامش[3]
- أيضًا في إشارة إلى خلوده في قصيدة أوائل الحكام[4]
- ذكر كـ شي سوثروس (Ξίσουθρος) في قصة بيروسوس الهلنستية من التاريخ البابلي
- ذكر كـ زيوسودرا في قائمة ملوك سومر المنقحة ذات الرمز WB-62 . حيث يحيد هذا النص عن سائر قوائم الملوك الموجودة بإدراجه مدينة شوروباك كملك ووضع زيوسودرا خلفًا له.[5]
- تشير نسخة متأخرة من الوثيقة المعروفة باسم تعاليم شوروباك[6] إلى زيوسودرا.[7]

جاء اسم زي يو سورا في النسختين الحديثتين من قوائم الملوك المذكورتين سابقًا مباشرة قبل أحداث الطوفان المشمولة في كافة نسخ قائمة ملوك سومر، صانعًا على ما يبدو رابطًا ما بين أسطورة طوفان قديمة وبين فيضان تاريخي ذكر في قائمة الملوك، ومع ذلك فلا تذكر أية قائمة أخرى للملوك زي يو سورا.

## وصلات خارجية
- ETCSL - Text and translation of the Eridu Genesis